# Mexiterpes egeo
Mexiterpes egeo är en mångfotingart som först beskrevs av Ottis Robert Causey 1969.  Mexiterpes egeo ingår i släktet Mexiterpes och familjen Trichopetalidae. Inga underarter finns listade i Catalogue of Life.